# Teoría del paseo aleatorio
La teoría del paseo aleatorio contemplado por Burton G. Malkiel en su obra Un paseo aleatorio por Wall Street se fundamenta en la hipótesis de los mercados eficientes, desarrollado en tres formas o hipótesis. En última instancia esta teoría está basada en el modelo del paseo aleatorio.

## Forma débil
La historia de los movimientos de los precios no contiene información útil que permita al inversor tener más rendimiento en la gestión de una cartera de valores que con una estrategia en la que simplemente se compren y mantengan los títulos.
Según esta forma de la hipótesis de los mercados eficientes, "el análisis técnico se asemeja a la astrología y tiene tanto como ella de científica".

## Formas amplias
- Forma semifuerte: ninguna información publicada ayuda al analista a seleccionar títulos que se encuentren por debajo de su valor[3]
- Forma fuerte: nada de lo que se conoce o se pueda conocer sobre una empresa beneficia al analista fundamental

Las formas amplias permiten construir una doble conclusión:
- Conclusión 1: el análisis fundamental no puede producir recomendaciones de inversión que permitan al inversor mejorar de forma consistente el rendimiento obtenido por una estrategia  de gestión de cartera de comprar y mantener.
- Conclusión 2: “Hasta un chimpancé lanzando dardos puede seleccionar una cartera que tenga una actuación tan buena como la seleccionada cuidadosamente por los expertos.” (la cartera del "chimpancé")

Según la forma débil y las formas amplias ninguna técnica de selección de carteras de valores puede mejorar de forma consistente la actuación de una estrategia de simplemente comprar y mantener un grupo diversificado de títulos, derribando todo tipo de consistencias sobre las que hipotéticamente se fundamenta el análisis bursátil.